# Wspólnota administracyjna Grub am Forst
Wspólnota administracyjna Grub am Forst – wspólnota administracyjna (niem. Verwaltungsgemeinschaft) w Niemczech, w kraju związkowym Bawaria, w rejencji Górna Frankonia, w regionie Oberfranken-West, w powiecie Coburg. Siedziba wspólnoty znajduje się w miejscowości Grub am Forst. Powstała 1 maja 1978.
Wspólnota administracyjna zrzesza dwie gminy wiejskie:
- Grub am Forst, 2 943 mieszkańców, 11,97 km²
- Niederfüllbach, 1 589 mieszkańców, 2,59 km²